# Рамзай, Вильгельм
Вильгельм Рамза́й (фин. Wilhelm Ramsay Ра́мси, 20 января 1865, Драгсфьярд, Великое княжество Финляндское — 28 января 1928, Хельсинки, Финляндия) — российский и финляндский геолог, иностранный член-корреспондент АН СССР (1925).
Его фамилию правильнее произносить — Ра́мси, встречаются — Рамзи, Рамсэ или Рамсей.

## Биография
Родился в городе Драгсфьярд на юге Великого княжества Финляндcкого. До 52 лет был подданным Российской империи.
Он был восьмым из одиннадцати детей в семье управляющего Дальсбрукским чугунолитейным заводом, из древнего шотландского рода.

### Образование
В 1882 году поступил в Гельсингфорсский университет, где изучал геологию и минералогию. В 1884 году получил степень бакалавра.
В 1885—1887 годах учился в Стокгольмском университете, где защитил докторскую диссертацию по философии.

### Экспедиции
В период с 1887 по 1914 провёл 7 экспедиций на Кольский полуостров, в Карелию (Олонецкая губерния) и на полуостров Канин.
В 1887—1891 годах с ботаником Освальдом Чилманом и геодезистом Альфредом Петрелиусом провели комплексные исследования Кольского полуострова.
- В июле 1887 достиг озера Ловозеро и исследовал Ловозёрские тундры.
- В августе и сентябре 1887 года с Чилманом изучил район к востоку от реки Воронья. Исследовали и картировали Бабозеро и Ёнозеро. Достигли Баренцева моря и исследовал его Мурманский берег. Дошли до верхнего течения реки Йоканга, Святоносского залива, а оттуда по морю достиг устья Поноя. Затем они вернулись в Финляндию.
- В 1891 году вместе с Петрелиусом исследовали Хибины и Ловозёрские тундры. Изучили и картировали озера Имандра, Умбозеро и Ловозеро.
- В 1892 году за исследования на Кольском полуострове получил денежный приз императора Александра II, который Рамзай использовал для проведения исследовательских поездок в Германию и Францию.

Летом 1903 года проводил исследования в Карелии (Олонецкая губерния) и на полуострове Канин. Им было установлено быстрое разрушение западной части полуострова.

### Преподавательская работа
В 1889 году Вильгельм Рамзай был назначен профессором геологии и минералогии в Гельсингфорсский университет, а с 1924 по 1927 — профессором математики и естественных наук.
С 1899 по 1928 год являлся деканом факультета геологии и минералогии. 

### Политическая деятельность
С 1899 по 1905 год был членом парламента Великого княжества Финляндского.

## Память
Именем Вильгельма Рамзая были названы:
- Рамзаит (синоним) — циркониевый минерал.
- Вильгельмрамзаит — минерал, Хибины[6].
- Ущелье Рамзая (Перевал Рамзая), Хибины.

## Смылки
- Рамсэ, Вильгельм // Энциклопедический словарь Брокгауза и Ефрона : в 86 т. (82 т. и 4 доп.). — СПб., 1890—1907.
- Биография и библиография в информационной системе «История геологии и горного дела» РАН.